# 新娘出門前儀式
新娘出門前儀式是漢字文化圈傳統婚禮中新娘出嫁前在家中進行的儀式。常見的有祭祖、醮禮、拜謝、下婿、奠雁、辭親。新郎到女家迎親前後，新娘家中都有不少儀式進行，有些是新娘獨自進行，有些則是新娘和新郎一同進行。
中國民間傳統婚禮中，除了以上所述之習俗外，還有一些特有的習俗，是部份地區所有。

## 祭祖
新娘出嫁前須先在母親陪同下祭祖，向祖先酹酒。

## 醮禮、拜謝
古禮中母親會给新娘酌酒，新娘喝後不需回敬。。後來演變成新娘拜謝父母，會向父母敬茶或敬酒，感謝父母養育之恩。

## 下婿
中式婚禮中親迎時，新郎迎娶队伍到达新娘家时并不能马上进门，而需完成一系列向女方行礼或有一定難度的事情后才能得入女家迎娶新娘。 

## 奠雁
在中國和朝鮮傳統婚禮中，新郎踏入女家迎娶新娘，須先奠雁。

## 偷富
一些地区男方迎亲宾客于送亲宴上要伺机“偷”女家一样小物件如酒杯、壶盖、筷子之类带走，叫 “偷富”。待女家送客到男家，在婚宴间也要“偷富”，等回门时双方再交换所“偷”之物。

## 摘果
沁阳等地招待迎亲者要用四盘糖果，以示新郎“摘果”之意。

## 蹲女婿
部分地区親迎時时酒宴、祭祖、及藏鞋婚俗礼仪结束后，需先送新郎到门外轿中静侯新娘上轿，此俗传为考验新郎之耐性，实为让女方众乡邻认识新郎。

## 請新郎
新郎家的迎娶队伍过了讨要开门利市的这一关后便可进入新娘家里了，但花轿不得入内，还须停放在新娘家大门外。这时會请新郎：女方开门后会派一名好命男童手托茶盘向新郎奉送两枚桔子或苹果，寓意吉祥或平安（根据地區而异，一般南方献桔子，北方献苹果）。新郎下轿或下马后受礼，之后须赏此童红包感谢，谓之开门礼，所以请新郎这一婚俗又称开门礼。

## 送亲宴
送亲酒又有许多不同称谓，例如别亲酒、别亲宴、送亲宴、开面酒、起嫁酒、离别宴等。送亲宴上新娘要吃离母饭(又称上轿饭)，寓意勿忘哺育之恩。但有些地方的婚俗是新娘吃离母饭只可吃一半，以示出嫁后也要有余钱留给娘家。
有些地區在男方迎娶队伍进新娘女家后，女方會引其至专门招待他们的房屋内摆宴款待。
閩南地區則有新娘出嫁前吃飯篱肉的習俗。

## 新娘沐浴
中国一些地区有新娘穿婚衣上轿前需沐浴之婚俗，为新娘要用仙草、石榴花等十二种象征吉祥的花草泡水沐浴。更有些地方的新娘在沐浴后，要坐在浴盆里吃下两颗熟鸡蛋，以祈婚后产育顺利。

## 新娘穿婚衣
傳統上新娘喜娘、伴娘的協助下穿上新娘服，準備出嫁。

## 压腰钱
压腰钱之用意和揣怀钱相同，两者之不同为压腰钱是新娘娘家为新娘准备的，而不是男方所赠。压腰钱不是嫁妆。家境贫困的新娘家于婚礼后会把压腰钱取回，压腰钱之用意纯粹为讨个吉利，其作用可由揣怀钱代替。在中国大部分地区，新娘母亲须亲手为将上轿出嫁的女儿系上一条红腰带，腰带里塞着钱。另外，在中国南方地区用于传统中式婚礼的压腰钱也指親迎时，新郎到新娘家后，新娘父母给新郎的红包。

## 戴绒花
新娘上轿前要戴上簪花，多为一朵绒花。此俗源于民间传说杨贵妃鬓角有颗小痣，常戴鲜花以遮掩，民间遂仿效成俗。由于鲜花易枯，遂以绒花代之。绒花编吉祥之物，如麒麟送子之类。此乃民间借用名人故事以祝福新娘。
閩南地區，新娘則髮上會插一對紅色的人造花，俗稱春仔花，也添上稲穗一對，有避邪作用，也象徵開花結果，多子多孫。
有的還加上茉草、海芙蓉的植物，也是避邪保護新娘子。

## 戴金饰
女方亲友除了礼金实物，也有额外赠送新娘金饰之习俗，一般于订婚宴上赠送，如婚礼为一日完成时而无订婚宴，则提前赠送。新娘上轿前要戴上女方亲友所赠的金饰，也须在婚礼上全程佩戴所赠金饰，直至入洞房后方能摘下。而这些金饰均为新娘的私房钱，而不是嫁妆。赠金饰最重要的原则是所有金饰大小必须相近，其原因是避免亲友尴尬：如金饰大小不一，宾客们便可一眼看女方出家境不佳的亲友买不起大件金饰赠与新娘，婚宴上闲谈之中得知是谁的话就会让家境不佳的亲友难堪。因此，所有所赠金饰大小必须一样。家境殷实的女方亲友如想多赠金饰，可增加金饰件数，或于金饰上精工细琢下工夫，如金手镯上的雕刻。因为金饰虽因精工细琢而价格大大高于其他同等大小的金饰，但镯上雕刻为细节，宾客们无法将每件金饰都捧在手中从头到尾详细观测。金饰大小一样不会像大小不一时那么直观，能避免亲友的尴尬。此俗反映了传统中华所崇的和谐美德。除了在婚礼现场增加喜庆的气氛，金饰还有祝福新人的寓意：例如金耳环象征有子有孙，开枝散叶。金项链或吊坠常为花式样，如牡丹或莲花，寓意吉祥。一对黄金龙凤镯则祝福新人龙凤呈祥、情比金坚。各地婚俗不同，新娘戴金饰的规则也不一样，绝大部分地区新娘只须从每户亲友所赠金饰中选出一件佩戴即可，但現代岭南地区新娘则须将所有所赠金饰戴上，才算尊重赠金饰的亲友，但如此佩戴大量金饰也引发了炫富争议。

## 蓋紅巾
即為新娘蓋上盖头：即盖红巾。唐朝之前的婚礼上，新娘会以团扇遮面。盖头最早出现于南北朝时，仅遮盖头顶用以避风，至唐时演变成帷帽。到南宋时，婚礼上使用盖头就已定制，揭开盖头也成为一种仪式。新娘入洞房后才能由新郎家福寿双全的女眷，婆婆或新郎本人揭开。自明朝起，盖头定制为紅色，而盖头又称障面。

## 逶富贵
旧时北方大部分地区男方纳征之聘禮中会包括一床大红金花被面的新被，新娘须坐在新被上穿戴打扮，如戴绒花、戴金饰、上头、开脸之类，预示婚后的日子厚厚实实，此乃逶富贵。逶富贵时，女方要将男方送的四色礼之一：酒倒在别的瓶子里，再在原来的酒瓶里倒上水，栽一根葱，由迎亲队伍随新娘带至新郎家，预示着“栽根立后”，子孙繁茂。

## 挂肉避白虎
同合帐、响帐一样，挂肉避白虎也源于民间传说桃花女斗周公的故事中的七煞之四白虎煞。白虎星担任的白虎煞于任何时候地点都为害新娘，比只在特定时间地点才能为害新娘的七煞中的其他六煞更为凶险，稍有疏忽白虎煞就可乘虚而入害人。所以为了在娶亲路上保护新娘，要挂块猪肉引开白虎煞。各地婚俗不同，挂肉避白虎的方式也不一样，粤东直接将猪肉绑在轿(门)前， 闽南将猪肉绑在一根连枝带叶的青竹上，俗称“竹扫”，代表新娘有“节”(贞节)，由一人持竹扫行于花轿之前。岭南地区还有绑肉同时还要在花轿上绑两株连根带尾的甘蔗，意为有头有尾，从头到尾都甜，幸福美满。但此俗也有于回门时进行的。不管何时行此婚俗礼仪，各地相同之处是甘蔗和肉一样，必须由新娘家提供，送至新郎家。

## 踩斗
一些地區的新娘上轿前要踩斗，其寓意是婚后生活富裕，不愁吃穿。但各地婚俗不同，踩斗方式也不一样。有的地区是新娘坐在椅上，双脚踩着装满五谷的米斗边缘，有的地区是新娘坐在倒置的米斗上。有的地区是新娘站在米斗上。很多地区行踩斗礼时也会不用米，而是将麸皮装满米斗，因麸与“富”音近，以麸寓“富”，同时也有以麸皮寓意新娘将来须艰苦朴素，勤俭持家，决不可奢侈浪费的传统中华美德。部分地区踩斗时须在斗中燃一盏七芯油灯，谓之七星斗，以讨吉利。踩斗用的麸/米斗因之被称为“富贵斗”，须带至新郎家为以后的各项婚俗礼仪如提斗和踩四角使用。

## 踏蒸
部份富贵人家和经济发达地区的人家有“踏蒸”婚俗，为上轿前新娘的脚踏在糕上，寓意“步步升高”。

## 献扇、献箸
新娘上轿前由一好命男童以茶盘敬献红色的扇子和筷子，以为后面的掷箸礼和却扇礼做准备。新娘则回赠红包答谢。

## 饿嫁
此俗源于新娘出嫁时脚不能沾地的婚俗，所以新娘上轿以后，在前往新郎家的路上是不能下轿的，因此节食是避免在路上如厕的唯一办法。饿嫁婚俗因地而异，有些地区新娘在出嫁的前几天，就逐渐开始节食了，到出嫁的前一天，仅吃少量的肉、鸡蛋和羹汤。有些地区在结婚的前几天就只吃一些枣、干果之类的食品来充饥，禁止吃烟火之食。

## 哭嫁
又称哭婚，为很多地区流行的一种婚俗，有些地方至今还有“不哭不发，越哭越发”和“新娘哭得越响，婆家越有财”之说。新娘所哭诉的是父母的养育之恩和兄嫂弟妹、友伴们之情，少女时的欢乐和对新生活的迷茫不安，有的地方还有哭骂媒人乱断终身。母亲所哭诉是一般是哭叹女儿日后的艰难处境，哭教女儿在婿家要守妇道家规等。也有地方民俗认为新娘离家时是喜极而泣，哭声的越大声越好，这叫留下“水头”旺女家，也是越哭越发之意。有的地方以歌代哭，但各地相同之处是一旦花轿启程，就必须停哭。

## 大姨裙
中國傳統强调长幼尊卑，所以结婚一定要有顺序，以体现长幼有序。若妹妹早于姊姊出嫁，稱為爬头结婚，新娘出门时须从未婚姐姐的裤裆或裙下通过，有些地區地区认为从女子裆下或裙底通过不吉利，故以送条裙子给未婚姐姐，称“大姨裙”。
現代有些地區保留此俗，除了符合傳統外，還有就是当姐姐因忙于工作而尚未结婚，新娘家又用姐姐之工作收入为妹妹的嫁妆增资，新人送条裙子给未婚姐姐代表感谢之举。

## 分家契
部分地区有新娘上轿前行分家契之仪式，即新娘和其兄弟姊妹分家仪式，正式确认新娘的嫁妆为其所分得的家产，出嫁之后就是其夫家的人了。